# ウィークエンド歌謡スペシャル
ウィークエンド歌謡スペシャル（ウィークエンドかようスペシャル）は、ニッポン放送で1986年5月3日から1996年9月まで放送されていたリクエスト番組である。

## 番組概要
ニッポン放送は、週末の早朝番組である『くず哲也のほいきた!土曜日一番のり』の放送時間を短縮し、同局の女性アナウンサーがパーソナリティを務める歌謡曲リクエスト番組を編成。
番組構成は、オープニングでちょっとしたポエムを読みながら、番組へ入りオープニングトークを展開し、リスナーからのリクエスト楽曲を流して行く構成である。1996年9月28日をもって当該番組を終了し、後継番組として、当時：同局アナウンサーであった田代優美がパーソナリティを務める『予報士・優美のおはよう!晴れルヤ!』を開始した。
後年、増山の最終回であった1993年4月3日放送分の音源が、増山が2020年10月時点で番組アシスタントを務めている『春風亭一之輔 あなたとハッピー!』2020年10月23日放送分にて放送された。

## 出演者
肩書き無しは、ニッポン放送アナウンサー

### 放送終了時点

#### パーソナリティ
- 下角陽子（当時：ニッポン放送アナウンサー、現：フリーアナウンサー、相撲ジャーナリスト） - 1996年4月 - 1996年9月

### 過去

#### パーソナリティ
- 石川みゆき（当時：ニッポン放送アナウンサー、現：フリーアナウンサー） - 1986年5月3日 - 1989年3月
- 岩上和代（当時：ニッポン放送アナウンサー） - 1989年4月 - 1990年3月31日
- 増山さやか （ニッポン放送アナウンサー）- 1990年4月7日 - 1993年4月3日
- 那須恵理子（当時：ニッポン放送アナウンサー、現：フリーアナウンサー） - 1993年4月10日 - 1996年3月

## テーマ曲
スティーヴィー・ワンダー "オーヴァージョイド" (ピアノメインアレンジのインストゥルメンタル)

## 放送時間
当該番組の放送時間が、前放送週の日曜に編成されていた『ニッポン放送ショウアップナイター』の試合時間延長に伴う、『新日鉄コンサート』の休止時の振替に伴い短縮されるケースが存在していた。

### 放送終了時点
- 土曜 5:10 - 6:00 - 1996年4月6日 - 9月28日

### 過去
- 土曜 5:05 - 5:54 - 1986年5月3日 - 1996年3月30日